# Än en gång Gösta Ekman
Än en gång Gösta Ekman är en svensk kortfilm från 1940 i regi av Schamyl Bauman. I huvudrollerna ses Gösta Ekman, Sture Lagerwall och Signe Hasso.

## Om filmen
Filmen premiärvisades den 10 maj 1940. Den spelades in vid Irefilms ateljéer i Stockholm med exteriörer från Naturhistoriska riksmuseet i Stockholm av Willy Goldberger. Filminspelningen inleddes hösten 1937, men fick avbrytas eftersom Gösta Ekman engagerats till Svenska Teatern i Helsingfors för ett längre gästspel. 
Endast en mindre del av filmen hade spelats in när Ekman avled 12 januari 1938. Irefilm, som tagit en avbrottsförsäkring, fick ut sin ersättning medan det inspelade materialet tillföll försäkringsbolaget, som med hjälp av Ultra Film klippte ihop en kortfilm visad före en ordinarie huvudfilm.
Filmen skulle från början ha haft titeln Far och son, spelade av Ekman och Lagerwall, men den byttes ut efter Ekmans död. 

## Rollista i urval
- Gösta Ekman - Hellert, advokat
- Sture Lagerwall - Göran, hans son, arkitekt
- Signe Hasso - Birgit Steen, kindergartenlärarinna
- Frank Sundström - Kåre Blank, arkitekt
- Aurore Palmgren - Matilda Mattsson, kallad Matte, Hellerts hushållerska